# Phragmipedium vittatum
Phragmipedium vittatum är en orkidéart som först beskrevs av Vell., och fick sitt nu gällande namn av Robert Allen Rolfe. Phragmipedium vittatum ingår i släktet Phragmipedium och familjen orkidéer. Inga underarter finns listade i Catalogue of Life.

## Bildgalleri

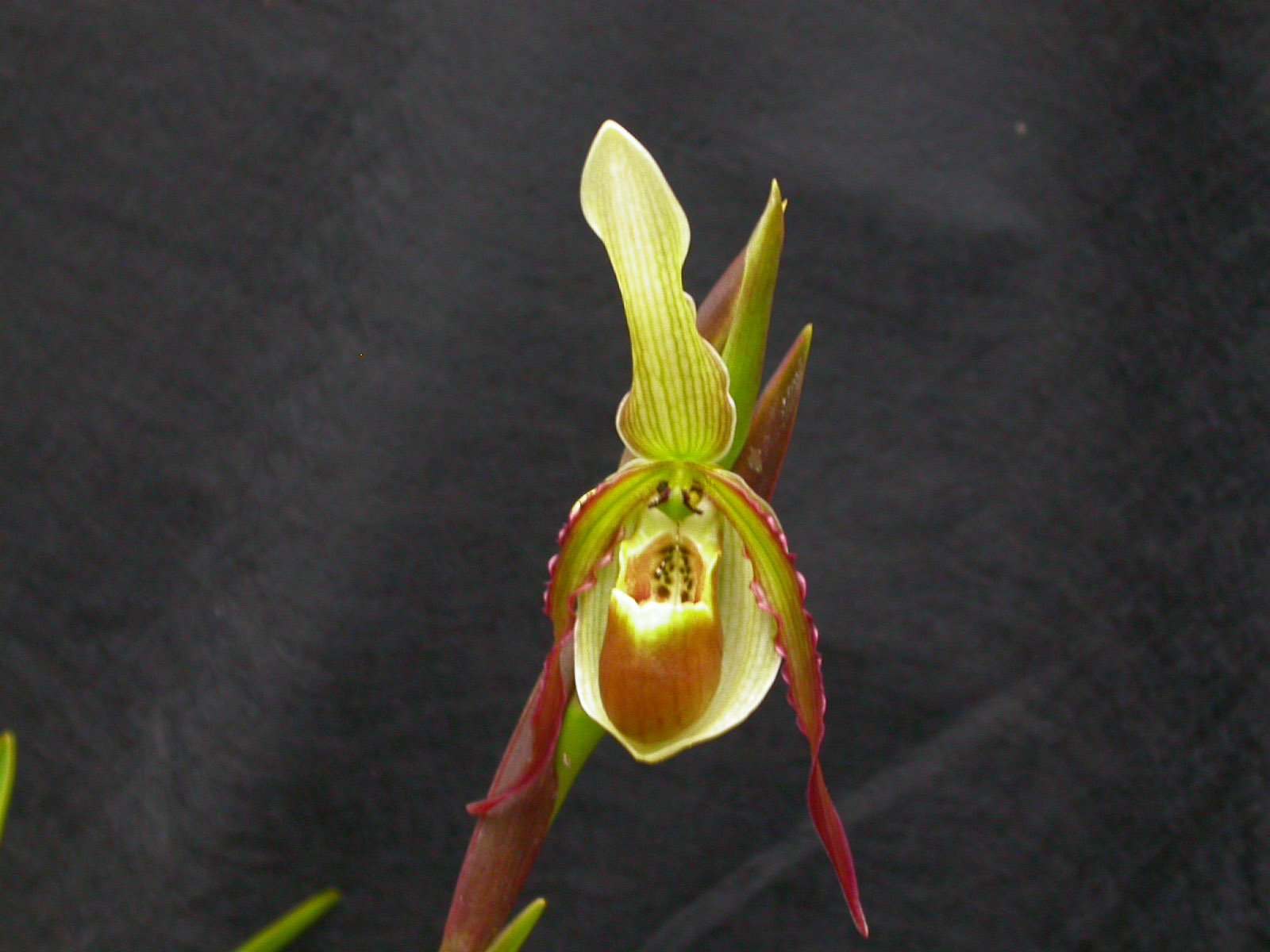
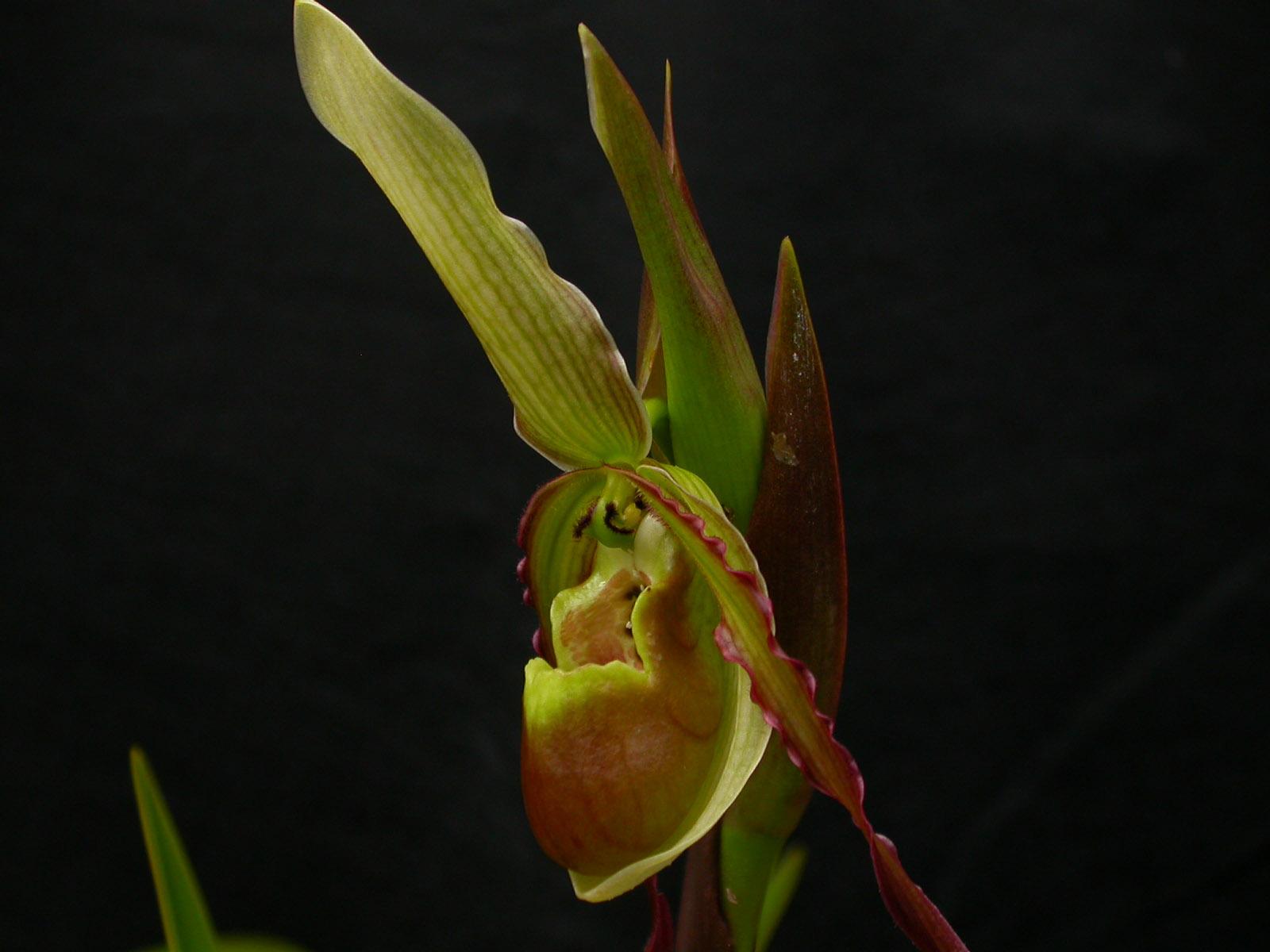
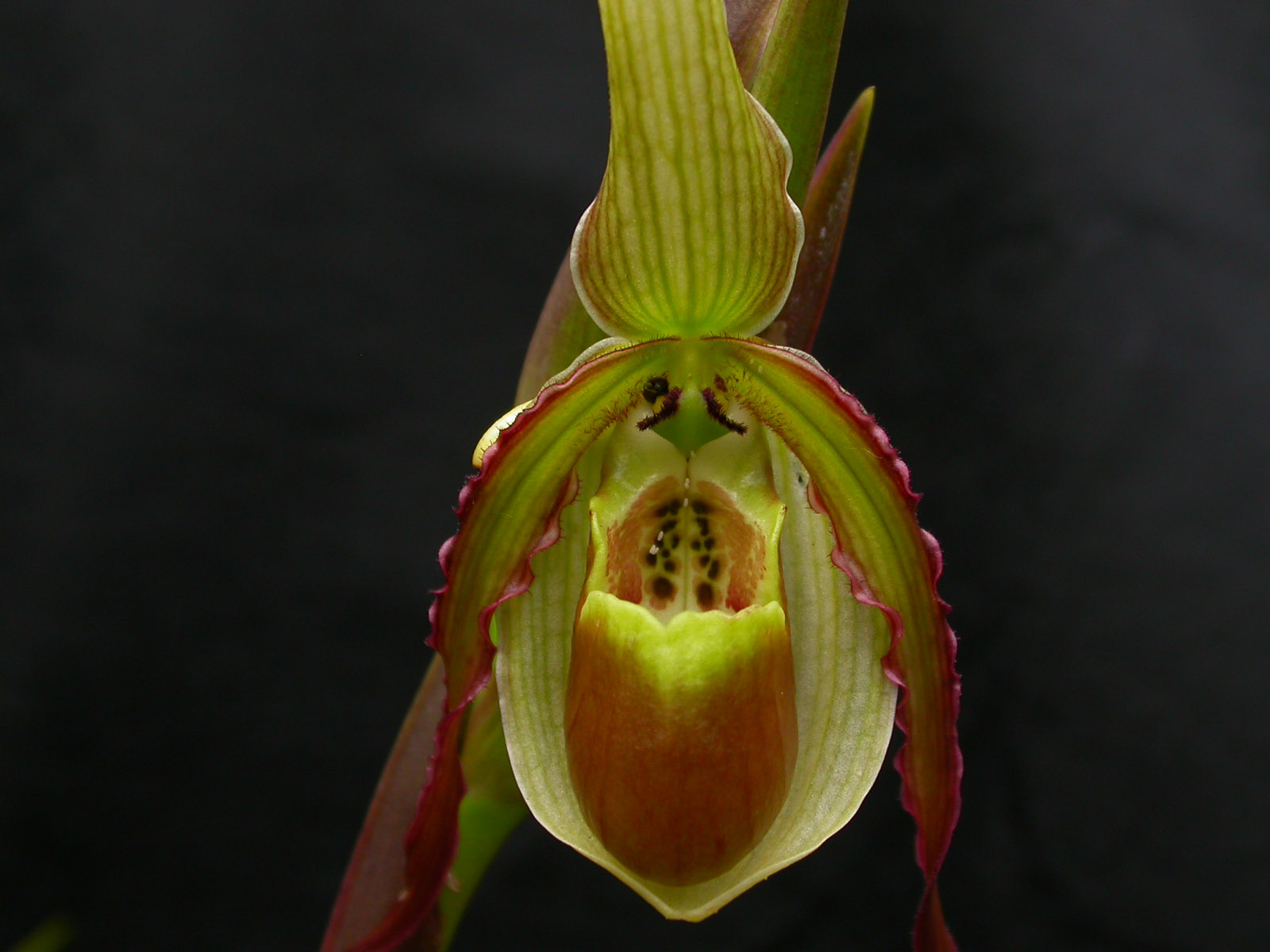
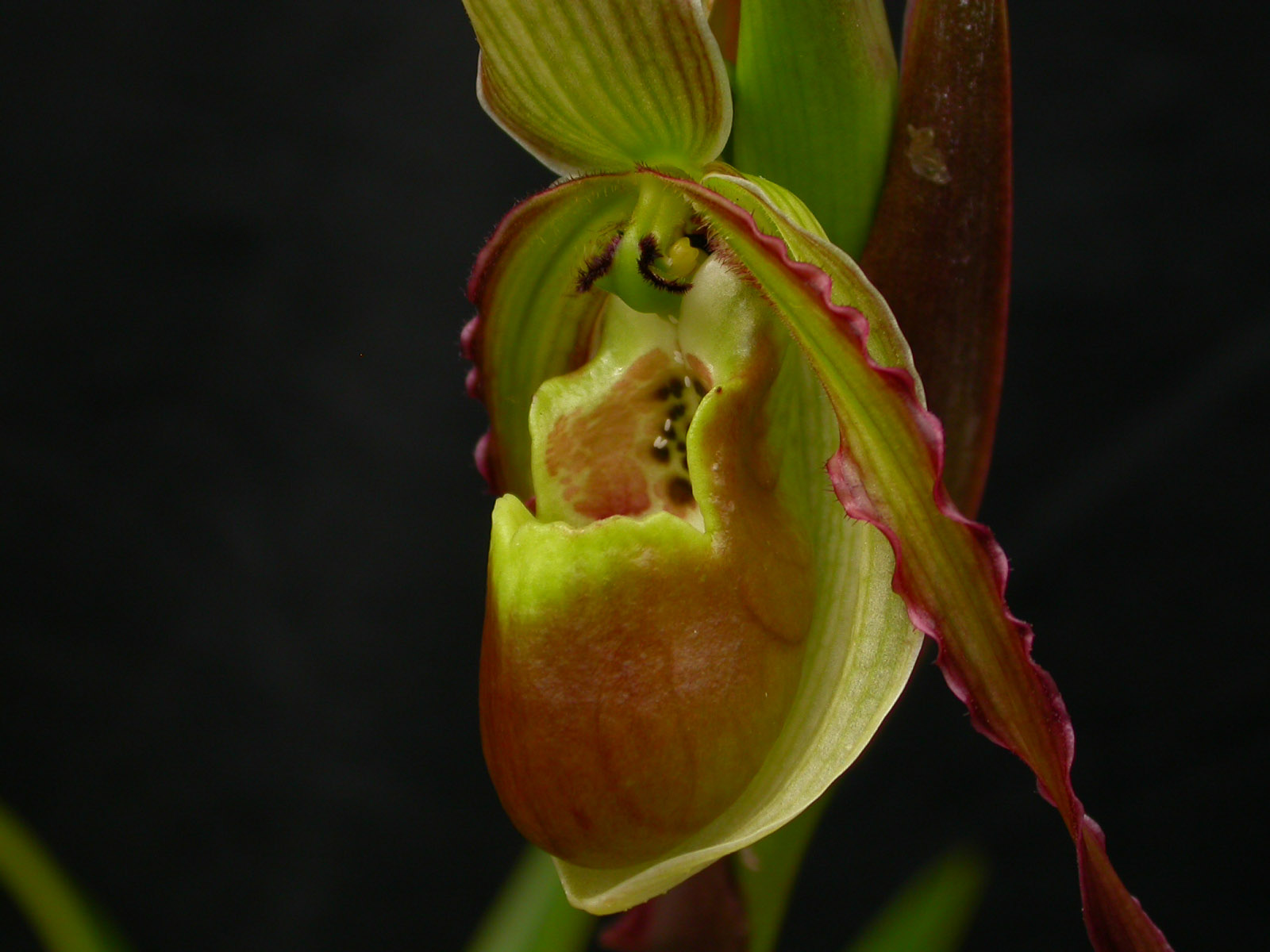
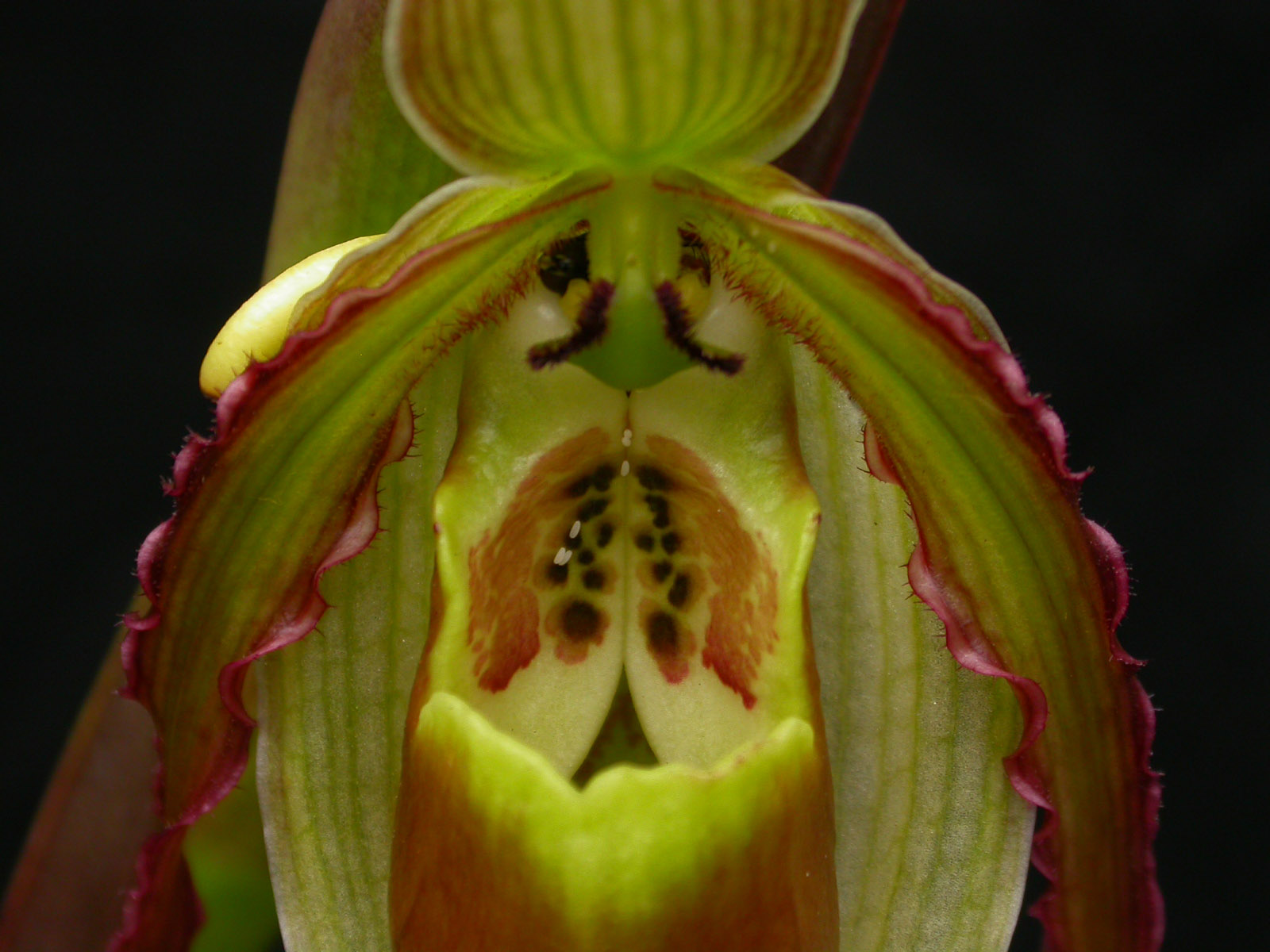
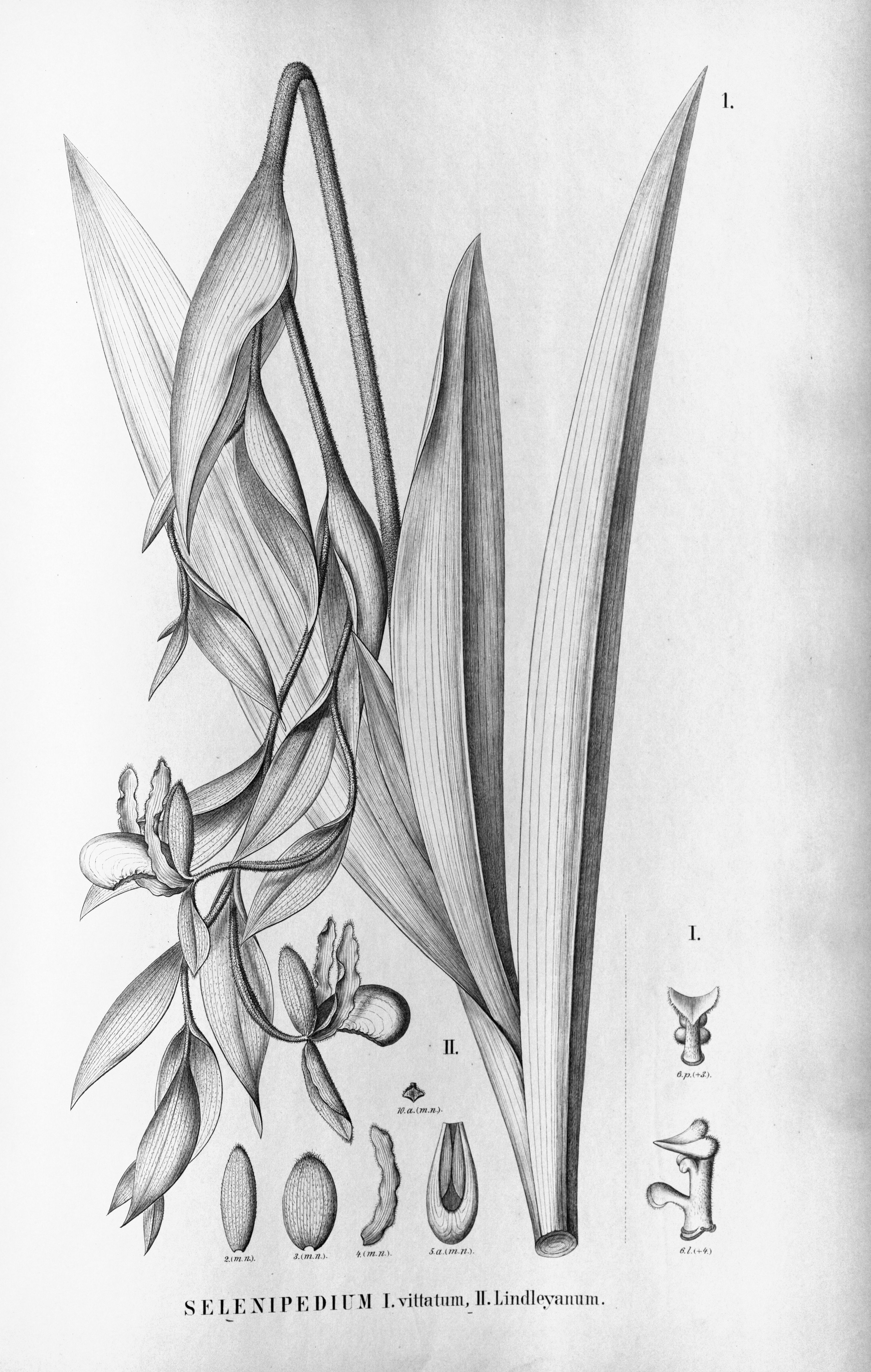